# Ege Bamyası
Ege Bamyası (tyrkisk for 'ægæisk okra') er det tredje studiealbum af den vesttyske krautrock gruppe Can. Albummet blev udgivet den 29. november 1972.
Albummet er det andet album i bandets klassiske trilogi med Damo Suzuki som forsanger, og anses, ligesom forgængeren Tago Mago, at være en af de mest indflydelsesrige album fra krautrock-genren. Albummet indeholder singlen "Spoon", som var gruppens største hit, efter at sangen var blevet brugt som titelsang i den vesttyske TV-serie Das Messer.

## Spor
Alle sange skrevet og komponeret af Holger Czukay, Michael Karoli, Jaki Liebezeit, Irmin Schmidt og Damo Suzuki. 
| 1. | "Pinch"          | 9:30 |
| 2. | "Sing Swan Song" | 4:49 |
| 3. | "One More Night" | 5:36 |

| Side 2 | Side 2         | Side 2 | Side 2 | Side 2 | Side 2 | Side 2 | Side 2 | Side 2 | Side 2 |
| #      | Titel          | Længde |        |        |        |        |        |        |        |
| ------ | -------------- | ------ | ------ | ------ | ------ | ------ | ------ | ------ | ------ |
| 1.     | "Vitamin C"    | 3:32   |        |        |        |        |        |        |        |
| 2.     | "Soup"         | 10:32  |        |        |        |        |        |        |        |
| 3.     | "I'm So Green" | 3:06   |        |        |        |        |        |        |        |
| 4.     | "Spoon"        | 3:04   |        |        |        |        |        |        |        |
| 40:06  |                |        |        |        |        |        |        |        |        |

## Musikere
- Damo Suzuki – sang
- Holger Czukay – bas
- Michael Karoli – guitar
- Jaki Liebezeit – trommer
- Irmin Schmidt – keyboard